# Petroscirtes mitratus
Petroscirtes mitratus är en fiskart som beskrevs av Rüppell, 1830. Petroscirtes mitratus ingår i släktet Petroscirtes och familjen Blenniidae. Inga underarter finns listade i Catalogue of Life.